# Froteryzm
Froteryzm, frotteuryzm, ocieractwo (fr. frottage – pocieranie) – zachowanie parafilne, polegające na czerpaniu satysfakcji seksualnej poprzez dotykanie lub ocieranie się o osobę, która nie wyraża na to zgody, zazwyczaj w zatłoczonych miejscach publicznych.
Osoba praktykująca froteryzm jest znana jako frotteurysta lub froterysta. Najczęściej są to młodzi mężczyźni w wieku od 15 do 25 lat. Frotteuryści najczęściej korzystają z takich miejsc jak tramwaje, trolejbusy, autobusy, kolejki, windy czy miejsca z ciasnymi przejściami.

## Objawy i klasyfikacja
Występuje w DSM-5 i ICD-11 pod nazwą zaburzenie frotterystyczne. 
Według DSM-5 zaburzenie frotterystyczne określa się jako:
- Istniejące ponad 6 miesięcy, nawracające i intensywne seksualnie podniecenie podczas dotykania lub ocierania się o osobę, która nie wyraziła na to zgody, manifestowane przez fantazje, impulsy bądź zachowania.
- Jednostka zrealizowała te preferencje (podjęła działania seksualne) wobec osoby, która sobie tego nie życzy, bądź te impulsy i fantazje spowodowały znaczące kliniczne cierpienie i stres w ważnych dziedzinach życia (społecznych, zawodowych, innych).

Jeśli dana osoba nie podjęła działań wynikających ze swoich zainteresowań i nie odczuwa z tego powodu cierpienia ani pogorszenia stanu zdrowia, uznaje się, że ma ona frotteurystyczne zainteresowania seksualne, ale nie cierpi na zaburzenie frotteurystyczne.
Według ICD-11 zaburzenie frotterystyczne (6D34) charakteryzuje się trwałym, ukierunkowanym i intensywnym wzorcem podniecenia seksualnego — przejawiającym się uporczywymi myślami, fantazjami, pobudkami lub zachowaniami seksualnymi — który obejmuje dotykanie lub ocieranie się o osobę, która nie wyraża na to zgody w zatłoczonych miejscach publicznych. Ponadto, aby można było rozpoznać zaburzenie frotterystyczne, osoba musiała działać zgodnie z tymi myślami, fantazjami lub pobudkami lub odczuwać w związku z nimi istotne klinicznie cierpienie. Zaburzenie frotterystyczne wyraźnie wyklucza konsensualne dotykanie lub ocieranie się, które występują za zgodą osoby lub osób zaangażowanych.

## Częstość występowania i legalność
Częstość występowania frotteurizmu nie jest znana. DSM szacuje, że 10–14% mężczyzn zgłaszających się do placówek klinicznych z powodu parafilii lub hiperseksualności cierpi na zaburzenie frotteurystyczne, przy czym częstość występowania w ogólnej populacji jest niższa. Jednak akty frotteurystyczne, w przeciwieństwie do zaburzenia frotteurystycznego, mogą występować nawet u 30% mężczyzn z ogólnej populacji. Większość frotteurystów to mężczyźni, a większość ich ofiar to kobiety.
Zazwyczaj taki niekonsensualny kontakt seksualny jest traktowany jako przestępstwo: rodzaj napaści seksualnej, choć często klasyfikowane jako wykroczenie z niewielkimi sankcjami prawnymi. Wyrok skazujący może skutkować karą pozbawienia wolności lub koniecznością poddania się leczeniu psychiatrycznemu.

## Frotteuryzm w Japonii

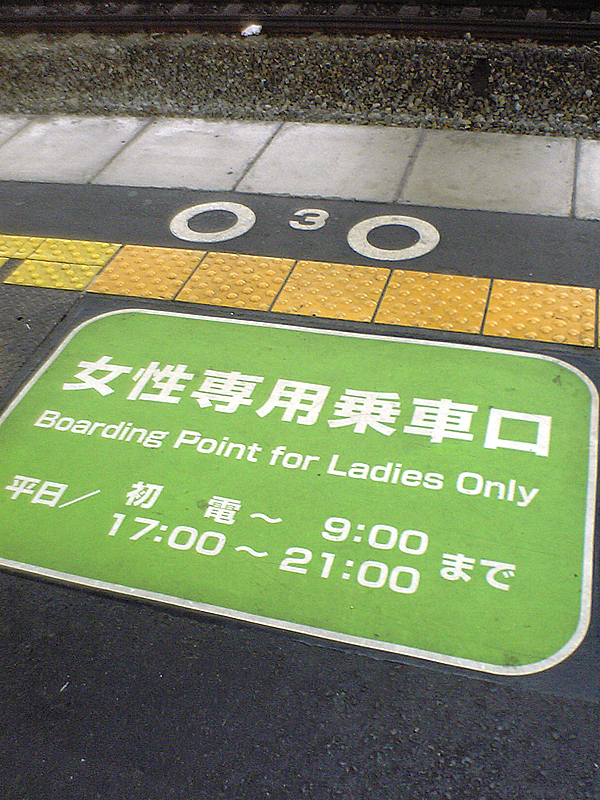
Oznaczenie części peronu stacji w Osace, przy której zatrzymuje się wagon tylko dla kobiet.

Chikan (jap. 痴漢) to japońskie słowo używane do określenia mężczyzn, którzy dokonują tego typu czynów (kobiety dokonujące tego typu czynów określa się mianem chijo – 痴女). Zatłoczone pociągi są ulubionym miejscem chikan i chijo; ankieta przeprowadzona w 2001 roku w dwóch tokijskich szkołach średnich ujawniła, że ponad 70% uczniów padło ofiarą frotteuryzmu. Niektóre firmy przewozowe jako sposób walki z tym problemem wprowadziły kursujące w godzinach szczytu wagony tylko dla kobiet. Ponieważ określenie to nie jest zdefiniowane w japońskim prawie, jest ono wykorzystywane do opisania czynów łamiących kilka praw. Choć zatłoczone pociągi są najczęstszym miejscem dla tego typu aktów, to innym powszechnym miejscem dla nich są parkingi rowerowe, gdzie ofiarami padają pochylający się nad blokadą rowerową. Chikan jest często przedstawiany w japońskiej pornografii.

### Niepokoje i kontrowersje
Niepokoje związane z frotteuryzmem są na tyle duże, że nakręcono film na ten temat, Soredemo boku wa yattenai (jap. それでもボクはやってない) nakręcony przez japońskiego reżysera Masayuki Suo. Oparto go na prawdziwej historii pracownika biurowego, który został uniewinniony od zarzutu frotteuryzmu po pięciu latach batalii prawnej. Film porusza kwestię frotteuryzmu i podważa sprawiedliwość systemu prawnego Japonii, w którym wskaźnik skazań w sądach karnych wynosi 99,9%. Niezależne badanie zasugerowało jednak, że powodem tak wysokiego wskaźnika skazań nie jest stronniczość sądów, ale braki kadrowe i niedofinansowanie prokuratur, które ścigają tylko przestępstwa z solidnym materiałem dowodowym.